# Simple Minds
Simple Minds é uma banda de rock da Escócia, que atingiu sua maior popularidade de meados da década de 1980 até o início da década de 1990. Originários da zona sul de Glasgow, a banda produziu álbuns aclamados pela crítica no início de sua carreira, e posteriormente engajando-se numa obra mais inspirada politicamente, que também conseguiu o sucesso de público.
Entre os sucessos da banda destacou-se o single "Don't You (Forget About Me)", número um em diversos países, que fez parte da trilha sonora do filme de John Hughes, The Breakfast Club.
Entre os membros que fundaram a banda, Jim Kerr (vocais) e Charlie Burchill (guitarra e teclados), que formam o núcleo da banda.

## História

### Início da banda eLife in a Day
Charlie Burchill e Jim Kerr formaram uma banda de punk em 1977. Foram fortemente influenciados por Lou Reed, e após lançarem um single malsucedido com o nome de Johnny & the Self Abusers, mudaram a formação de modo a incluir dois antigos membros da banda Abusers, Brian McGee na bateria e Tony Donald no baixo, com o segundo vindo a ser substituído logo em seguida por Derek Forbes. Após recrutarem Mick MacNeil para ficar em cargo dos teclados e sintetizadores, adotaram o nome de Simple Minds ("mentes simples", em inglês), a partir do verso de uma canção de David Bowie, "The Jean Genie": "...so simple-minded, he can't drive his module."
O álbum de estreia do Simple Minds, Life in a Day, foi influenciado por outros antecessores do pós-punk, como Magazine, e era derivado, de maneira um tanto consciente, do boom do punk ocorrido no fim da década de 1970, quando surgiram diversas bandas com um potencial de crossover com o chamado album-oriented rock (como The Cars). Neste contexto, Life in a Day representou exatamente o que a gravadora da banda, Arista, desejava promover.

### Experimentação com onew wave
Embora ainda tenha sido categorizado como 'rock', o segundo lançamento do Simple Minds, Real to Real Cacophony, tinha um clima mais sombrio, e anunciava algumas das experimentações new wave que se tornariam a marca registrada do som da banda pelos próximos dois álbuns. Entre estas inovações estavam o uso de fórmulas de compasso pouco convencionais e estruturas minimalistas baseadas na seção rítmica de Forbes e McGee.
O álbum seguinte, Empires and Dance, simbolizou uma mudança muito mais radical, marcada pela influência de artistas europeus como Kraftwerk e Neu!. Muitas das faixas no álbum eram extremamente minimalistas, com o uso de sequenciadores; os teclados de MacNeil e o baixo de Forbes se tornaram os principais elementos melódicos, e a guitarra de Burchill passou a contar com muitos efeitos. Com este álbum, Kerr começou a experimentar com letras que não eram narrativas. Embora de maneira inconsciente, Empires and Dance era essencialmente industrial em sua estética, antecedendo por alguns anos o crossover pop-industrial do álbum The Crackdown, do Cabaret Voltaire. A gravadora da banda, no entanto, demonstrou pouco entusiasmo com estas interpretações, e em 1981 o Simple Minds trocou a Arista pela Virgin.
O primeiro lançamento do Simple Minds pela Virgin foi composto na realidade por dois álbuns - Sons and Fascination e Sister Feelings Call, produzidos por Steve Hillage. O último havia sido incluído inicialmente como um disco-bônus incluindo com as primeiras 10.000 cópias de vinil de Sons And Fascination, porém foi relançado posteriormente como álbum independente. Sons and Fascination aperfeiçoou a fórmula que havia sido iniciada com Empires and Dance, e mostra a habilidade musical da banda durante o seu período mais prolífico, a tal ponto que este virtuosismo ditou sua orientação rumo ao terreno do rock progressivo, distanciando-os da frivolidade de muitos outros músicos new wave. O álbum impressionou Peter Gabriel, que escolheu o Simple Minds como banda de abertura para sua turnê européia, o que aumentou a visibilidade da banda. "Love Song" foi um sucesso internacional, alcançando o Top 20 no Canadá e na Austrália, e a instrumental "Theme For Great Cities" se provou uma composição tão duradoura que foi regravada posteriormente, em 1991, como lado B do single "See the Lights".

### Os "Novos Românticos"
O sexto álbum de estúdio do Simple Minds, New Gold Dream (81-82-83-84), lançado em 1982, representou uma mudança significante para a banda. Com um som mais sofisticado, graças ao produtor Peter Walsh, o grupo logo foi categorizado como parte do subgrupo do new wave conhecido como New Romantic ("Novos Românticos"), juntamente com Duran Duran e outras bandas de sucesso na época. O disco produziu uma série de singles nas paradas de sucesso, entre eles "Promised You a Miracle" e "Glittering Prize", que atingiram o Top 20 do Reino Unido e o Top 10 da Austrália. Além disso, o tecladista de jazz Herbie Hancock executou um solo de sintetizador na faixa "Hunter and the Hunted."
Apesar do sucesso do álbum, alguns dos fãs mais antigos da banda passaram a criticar o que viam como uma orientação mais comercial do grupo. Enquanto algumas faixas ("Promised You a Miracle", "Colours Fly and Catherine Wheel") continuavam com a fórmula aperfeiçoada em Sons and Fascination, outras ("Someone Somewhere in Summertime", "Glittering Prize") eram pura música pop. A direção do álbum foi influenciada, sem dúvida, pela partida do baterista Brian McGee, que alegou estar cansado de fazer turnês. O álbum tem três bateristas diferentes, Kenny Hyslop, Mike Ogletree, e Mel Gaynor, que se tornaria a partir de então o baterista permanente da banda.
A fórmula que definiu o período 'new wave' do Simple Minds havia se esgotado, e o próximo álbum, Sparkle in the Rain, marcou o abandono completo do estilo por parte da banda. Produzido por Steve Lillywhite, que também havia produzido os primeiros três álbuns do U2, Sparkle in the Rain é um disco agressivo e de uma orientação mais rock, na mesma veia do álbum War, do mesmo U2; o próprio Bono, vocalista do U2, é citado na biografia oficial do Simple Minds, The Race is the Prize, como tendo dito que a sensação e o som do "barulho glorioso" que havia sido atingido neste álbum era o que ele e a sua banda aspiravam. O resultado eventual desta mudança na direção musical foi uma série de singles de grande sucesso, como "Waterfront" - que atingiu a primeira posição em diversos países europeus e até hoje é uma das marcas registradas da banda - além de "Speed Your Love to Me" e "Up on the Catwalk."
Em 1984 Jim Kerr se casou com Chrissie Hynde, vocalista da banda de rock inglesa The Pretenders, e os dois grupos se juntaram numa turnê pelos Estados Unidos. O casal se divorciou em 1990.

### 1985-1986:The Breakfast Clube o sucesso mundial
Apesar da recém-descoberta popularidade da banda no Reino Unido e na Europa, o Simple Minds continuava essencialmente desconhecido nos Estados Unidos. O filme The Breakfast Club, lançado no início de 1985, mudaria isso: este drama, dirigido por John Hughes e estrelado pelos atores do chamado Brat Pack, foi um sucesso de bilheterias e consagrou como estrelas de Hollywood muitas de suas jovens estrelas, como Molly Ringwald, Judd Nelson, Anthony Michael Hall, Ally Sheedy e Emilio Estevez. O filme também catapultou a banda para dentro do mercado americano quase que da noite para o dia, fazendo com que a banda alcançasse seu único número um no mercado pop americano com a faixa-tema do filme, "Don't You (Forget About Me)". Ironicamente, a canção nem mesmo havia sido escrita pela banda, mas por Keith Forsey, que a ofereceu a Billy Idol e Bryan Ferry antes que o Simple Minds aceitasse gravá-la. "Don't You (Forget About Me)" foi um sucesso nas paradas de sucesso de diversos países ao redor do mundo.
Aproveitando-se de sua nova popularidade, o Simple Minds lançou seu disco mais admitidamente comercial, Once Upon a Time, que foi feito especialmente para agradar às sensibilidades stadium rock ("rock de estádio") do público americano. Desprezado pelos fãs mais antigos, porém acolhido por milhões de novos ouvintes, e bem-recebido pela crítica, o álbum atingiu o primeiro lugar na Grã-Bretanha e o décimo nos Estados Unidos, ainda que "Don't You (Forget About Me)" não constasse do disco. A banda deixou claro em entrevistas antes do lançamento do álbum que não a incluiriam, acreditando que ela poderia desvalorizar as outras canções, que eles acreditavam ter capacidade de sustentar o disco por seus próprios méritos.
Once Upon a Time acabaria gerando quatro singles de sucesso mundial: "Alive & Kicking", "Sanctify Yourself", "Ghostdancing" e "All The Things She Said", das quais a última contava com um videoclipe de última linha, dirigido por Zbigniew Rybczyński e que usava técnicas desenvolvidas para bandas como Pet Shop Boys e Art of Noise. Devido à poderosa presença de palco do Simple Minds e às letras que transitavam pelo simbolismo cristão, a banda foi criticada por alguns críticos musicais como uma versão menor do U2, apesar do fato de que as duas bandas estavam caminhando para direções musicais totalmente diferentes. Os integrantes dos dois grupos, no entanto, mantinham um bom relacionamento; Bono subiu ao palco do Simple Minds no festival de Barrowlands, em Glasgow (1985) para uma versão ao vivo de "New Gold Dream."  Para o álbum Once Upon A Time e sua turnê subsequente, a banda também contou com a cantora Robin Clark, que fez vocais adicionais e apareceu com algum destaque nos clipes da banda na época.

### Fim dos anos 1980: ativismo político
Para documentar a turnê de muitos sucesso do álbum Once Upon a Time Tour, o Simple Minds lançou a caixa Live in the City of Light, em 1987, gravado majoritariamente durante duas noites em Paris no ano anterior. Um disco de vinil duplo com o logotipo da banda em dourado sobre uma capa preta faz que este LP se destaque entre o resto do catálogo da banda; o disco também veio com um grande livreto com fotografias artísticas da performance da banda e de uma sessão de autógrafos ao ar livre.
A turnê também promoveu o trabalho da Anistia Internacional. Inspirados por Peter Gabriel, com quem haviam feito alguns shows no início da década de 1980, o Simple Minds encabeçou uma série de concertos nos Estados Unidos e Europa, em 1988, juntamente com diversos outros artistas politicamente engajados (como o próprio Gabriel), que ficaram conhecidos como Freedomfest, e tinham como intenção apontar os males do apartheid na África do Sul. A banda escreveu a canção "Mandela Day" especificamente para esta série de shows, e a gravou em seu próximo álbum.
Depois deste longo período de turnês, o Simple Minds voltou ao estúdio e gravou um álbum politicamente carregado, Street Fighting Years, lançado em 1989. O primeiro single do álbum, a canção "Belfast Child", de seis minutos, baseada na canção tradicional celta "She Moved Through the Fair", primeiro single da banda a atingir a primeira posição nas paradas do Reino Unido; o single também foi uma expressão da banda de seu apoio à campanha pela libertação do refém irlandês Brian Keenan, seqüestrado pela Jihad Islâmica. O álbum chegou à primeira posição e recebeu elogios da crítica, incluindo as raras cinco estrelas da Q Magazine. Street Fighting Years recebeu uma crítica menos positiva da Rolling Stone, que não viu com bons olhos o refrão positivo da letra de "Mandela Day". Segundo o crítico Mark Coleman: "...ao cantar "Mandela's free, Mandela's free" ("Mandela está livre, Mandela está livre"), repetidamente, no refrão celebratório da canção, Kerr cria a impressão tragicamente errônea de que Nelson Mandela já foi libertado da prisão - exatamente o que as autoridades em Pretória gostariam que acreditássemos. Quando ele finalmente canta "Set Mandela free" ("Libertem Mandela!"), já próximo ao fim da música, a frase chega três minutos atrasada." "This is Your Land" foi escolhida como o principal single para os Estados Unidos, porém mesmo com a participação especial nos vocais do ídolo da banda, Lou Reed, o single não conseguiu deixar alguma marca nas paradas pop. Após um show em Brisbane, Austrália, no fim de 1989, o tecladista Mick MacNeil abandonou a banda, citando preocupações com sua saúde. Aquele ano também marcou a primeira e única que vez que o grupo foi a principal atração num show no Estádio de Wembley, onde tiveram como banda de apoio outras bandas escocesas como The Silencers, Texas e Gun.

### Anos 1990: declínio e reinvenção
Em 1991 o Simple Minds voltou, com uma coleção de canções que abordavam suas preocupações políticas de uma maneira muito mais palatável às rádios:  Real Life. O pop rock altamente trabalhado da banda era agora considerado ultrapassado por boa parte do público consumidor; "See the Lights" foi o último single a atingir o Top 40 nos Estados Unidos.
À medida que a década de 1990 avançou, Jim Kerr e Charlie Burchill tornaram-se os únicos membros ativos do Simple Minds. A banda contratou Keith Forsey, a força por trás de "Don't You (Forget About Me)", para produzir seu próximo álbum, que voltou a banda ao rock de arena de seus dias de Once Upon a Time. Kerr deixou o cabelo crescer novamente, e a banda lançou Good News from the Next World, em 1995, obtendo boas críticas. Embora as vendas tenham sido fracas nos Estados Unidos, o público da Europa e do Reino Unido respondeu de maneira muito mais positiva, e o álbum obteve dois sucessos, "She's a River" e "Hypnotised."
Três anos mais tarde, depois terem seu contrato com a Virgin Records rescindido, o Simple Minds decidiu se reinventar musicalmente mais uma vez, desta vez voltando para os seus dias de pop eletrônico, quando eram inspirados por bandas como Kraftwerk. Derek Forbes retornou à banda, após uma ausência de 16 anos, juntamente com Mel Gaynor, que se tornou um membro integrante a partir de então; o álbum resultante, Neapolis, no entanto, não foi bem nas paradas e não recebeu boas críticas. Destacou-se, no entanto, por ter sido o único álbum da banda lançado pela Chrysalis Records, que se recusou a lançá-lo nos Estados Unidos, alegando falta de interesse. O videoclipe de "Glitterball," principal single da banda, foi a primeira produção a ser filmada no Museu Guggenheim de Bilbao, na Espanha.
Após a reação frustrante do público ao álbum Neapolis, as coisas se tornaram ainda mais difíceis para a banda. O próximo álbum de estúdio do Simple Minds, Our Secrets Are The Same, estava originalmente programado para ser lançado no fim de 1999; porém a EMI acabou se recusando a lançá-lo, e o álbum só acabou saindo em 2000, e mesmo assim quando suas músicas já haviam vazado para a Internet. A banda lançou o álbum de covers Neon Lights em 2001, reinventando canções de artistas como Patti Smith, Roxy Music e Kraftwerk. Uma compilação de dois CDs, The Best Of Simple Minds, foi lançada pouco tempo depois.

### Século XXI: renascimento criativo
O Simple Minds tentou mais uma vez voltar à cena principal com seu álbum de 2002, Cry. Embora as vendas não tenham sido grandes nos Estados Unidos, a banda se sentiu confiante para tocar algumas datas no país durante sua turnê Floating World Tour, a primeira em sete anos. Embora os locais onde se apresentaram sejam menores do que as casas de show maiores que conseguiram lotar consistentemente na Europa, os shows tiveram um público consistente. Como uma forma de citar a influência recente do trance e do techno, a banda se utilizou destes estilos para repaginar algumas de suas primeiras faixas, incluindo "New Gold Dream," "The American," e "I Travel".
Lançado em 2004, Our Secrets Are The Same foi descrita como "Algumas das melhores músicas do Simple Minds em vinte anos" pelo jornal britânico The Guardian; é o quinto disco de uma compilação de cinco CDs intitulada Silver Box, composta em sua maioria por demos, sessões de rádio e televisão e gravações ao vivo que não haviam sido lançadas anteriormente.
O último álbum da banda, Black & White 050505, lançado em 2005, foi mostrado no site oficial da banda algumas semanas antes de seu lançamento; posteriormente, a banda realizou shows pela Argentina, Europa, Oriente Médio, Austrália e Nova Zelândia. Embora o álbum tenha gerado algumas das melhores críticas que o Simple Minds recebeu em muitos anos, e o primeiro single lançado, "Home", tenha sido muito tocado nas estações de rádio que tocam rock alternativo nos Estados Unidos, não houve qualquer impacto significante em naquele lado do Atlântico - e o álbum ainda nem mesmo foi lançado oficialmente na América do Norte, na Europa entretanto o álbum chegou ao TOP 5 Alemão e Italiano e figurou em 12o lugar no Hot 100 Europe Chart da Billboard. Apesar das respostas positivas de alguns sites e outros poucos tabloides britânicos, a maior parte da mídia mainstream acabou fazendo-lhe críticas indiferentes.
O Simple Minds comemorou o 30º aniversário com uma turnê curta porém bem-sucedida da Austrália e Nova Zelândia, em 2007, como convidados da banda local INXS. Também fez uma turnê de grandes arenas no Reino Unido no final de 2009, como a Wembley Arena e ao final do ano havia se apresentado para mais de 250.000 pessoas. O site da banda lançou periodicamente faixas para download, tanto de áudio como vídeo, e até mesmo documentários mostrando os bastidores das turnês. A banda também participou do show em comemoração ao aniversário de 90 anos de Nelson Mandela, realizado em 27 de junho daquele ano no Hyde Park, em Londres. Em 27 de maio de 2008 a banda anunciou que os membros originais do Simple Minds voltariam a trabalhar novamente pela primeira vez em 27 anos, começando a gravar em junho do mesmo ano.
Foi lançado em 25 de Maio de 2009 o novo álbum da banda, intitulado "Graffiti Soul".
Este álbum foi o primeiro do grupo em 15 anos a voltar ao Top 10 do Reino Unido, em seguida o Simple Minds voltou a realizar turnê pela Europa e Ásia que se prorrogou por 2010. Em Agosto de 2010 a bando retornou ao Brasil depois de 15 anos.
Em 2012 os cinco primeiros albums da banda foram relançados em um Box Set intitulado 5 X 5 que além das versões remasterizadas dos discos originais contêm material bónus e raro de cada período. Foi muito bem recebido na critica musical britanica. Este lançamento foi seguido de tour por toda a Europa que se estendeu a Austrália e Nova Zelândia ao final do ano.  Em 2013 lançaram a Coletânea Greatest Hits +, um album triplo com sucessos mais algumas faixas inéditas, que precedeu uma turne mundial. Europa, Brasil, Estados Unidos, Canadá e Africa do Sul receberam a banda que terminou o giro em uma turnê de arenas no Reino Unido e com a gravação de um filme / DVD em Glasgow, o primeiro registro oficial ao vivo desde 1989 em uma super produção na novíssima arena The Hydro, ainda inédita em shows filmados. Em 2014 houve o lançamento do album Big Music em 3 de novembro de 2014 que recebeu críticas excelentes em toda Europa que o aclamam como o melhor album da banda em 30 anos. O primeiro single / video chama-se Honest Town.

## Formações

### Formação atual
- Jim Kerr – vocais (1977–presente)
- Charlie Burchill – guitarra, teclados (1977–presente)
- Ged Grimes – baixo (2010–presente)
- Sarah Brown - vocais ao vivo desde 2009, (2017-presente)
- Gordy Goudie - guitarra adicional (sessoẽs desde 2001, 2017-presente)
- Cherisse Osei - bateria (2017-presente)

### Músicos adicionais
- Mark Taylor  - teclado

### Ex-integrantes
- Brian McGee - bateria (1977-1981)
- Derek Forbes - baixo (1978-1985 e 1997-1998)
- Mick MacNeil - teclado (1978-1989)
- John Giblin - baixo (1985-1988)
- Eddie Duffy - baixo (1999-2010)
- Mel Gaynor - bateria (1982-2017)
- Catherine Anne Davies do projeto The Anchoress - teclados e vocais (2014-2018)

### Músicos contratados para turnês e sessões de estúdio
- Jim McDermott - bateria (2006)
- Mark Schulman - bateria - turnê Good News from The Next World (1994-1995)
- Malcolm Foster - baixo (1989-1995)
- Peter-John Vettese - teclado (1990)
- Lisa Germano - violino - turnê Street Fighting Years (1989)
- Robin Clark - vocais - turnê Once Upon A Time (1985-1986)
- Sue Hadjopolous - percussão - turnê Once Upon A Time (1985-1986)
- Mike Ogletree - bateria (1982)
- Kenny Hyslop - bateria (1981-1982)
- Paul Barnsley - guitarra (1985-1986)

## Discografia
- Life in a Day (1979)
- Real to Real Cacophony (1979)
- Empires and Dance (1980)
- Sons and Fascination/Sister Feelings Call (1981)
- New Gold Dream (81-82-83-84) (1982)
- Sparkle in the Rain (1984)
- Once Upon a Time (1985)
- The Breakfast Club (1985)
- Live In The City Of Light (1987)
- Street Fighting Years (1989)
- Real Life (1991)
- Good News from the Next World (1995)
- Neapolis (1998)
- Our Secrets are the Same (2000)
- Neon Lights (2001)
- Cry (2002)
- Black & White 050505 (2005)
- Graffiti Soul (2009)
- Big Music (2014)
- Acoustic In Concert (2017)
- Walk Between Worlds (2018)